# フォールリヴァー伝説
『フォールリヴァー伝説』（フォールリヴァーでんせつ、英：Fall River Legend）は、1948年にニューヨークのメトロポリタン歌劇場で初演された1幕（プロローグ付8場）のバレエ作品である。作曲はモートン・グールド、振付はアグネス・デ＝ミル。1892年に起こった実際の殺人事件「リジー・ボーデン事件」に基づいた作品で、デ＝ミルの代表作の一つとして名高い。

## 作品について
1892年8月4日、マサチューセッツ州フォールリヴァーで起きた殺人事件（被害者はアンドリュー・ボーデンとその妻アビー。2人は斧でめった打ちにされた状態で惨殺されていた。事件の第一発見者で娘のリジーに容疑がかけられたが、結局無罪放免になった）を題材とした作品で、バレエシアターが1948年4月22日にニューヨークのメトロポリタン歌劇場で初演した。主役のリジーはアリシア・アロンソが踊った。後にはノラ・ケイ、シルヴィ・ギエム、ジュリー・ケント、ジリアン・マーフィーなどがリジー役を演じている。とりわけケイは、リジーを最大の当たり役の一つにしていた。
この作品の音楽は、モートン・グールドが担当した。デ＝ミルはかつて『三人の乙女と悪魔』（Three Virgins and a Devil、1934年）という作品で一緒に仕事をした指揮者マックス・ゴーバーマンの薦めで、グールドに新作バレエのための音楽を依頼することになった。しかし、デ＝ミルはラジオ放送でしかグールドの音楽活動を知らなかったため、危うくゴーバーマンの薦めを拒絶するところだったという。
作品の冒頭でリジーは父母殺害の罪で告発され、有罪とされるが、史実では証拠不十分で無罪になった。この作品は史実を単に再現するものではなく、19世紀末アメリカに生きた未婚女性が抑圧と孤独からの解放手段として、なぜ「斧」を手にしたかを探求するものである。
なお、ハーレム・ダンス・シアター（1983年）やバーミンガム・ロイヤル・バレエ団（1994年）なども、この作品を上演している。1975年には、南アフリカでフランク・スタッフがこの物語をバレエ化した。

## あらすじ
冒頭で「被告」に対する告発状が読み上げられる。実父と継母を斧で殺害した被告（リジー）の過去が再現され、幼いリジーと父母の幸せな日々が描写される。しかし、実母は病を得て死んだ。やがて実父は新たな妻を迎え、リジーは孤独を深めていく。
継母は感情を抑え込むようになったリジーについて、正常ではないとほのめかすようになる。リジーの境遇に同情した若い牧師が彼女の力になろうとするが、実父と継母はリジーに家に帰るように強制する。斧を手にしたリジーが家に入ってきたのを見て、実父と継母は恐れおののく。このときリジーは、ただ薪を割ろうとしただけだった。しかし、リジーの心には恐ろしい考えが浮かぶ。
牧師は教会での集いにリジーを招く。リジーは牧師と踊るが、継母は教会まで追いかけてきてリジーの悪口を言いふらす。牧師がリジーを家まで送った後、彼女は再び斧を手にし、舞台は暗転する。
舞台は再び明るくなり、惨劇が発覚する。リジーは集まってくる人々を見て、声にならない叫びをあげる。事件現場となった家は解体されて、絞首台へとその姿を変えてゆく。
結末ではリジーを取り巻いていた群衆は退場し、彼女と牧師のみが残される。やがて牧師も姿を消し、絞首台の前にはリジーだけが佇んでいる。彼女の死を暗示して、この作品は終末を迎える。

## バレエ音楽
以下の16曲で構成される。
1. プロローグ Prologue
2. ワルツ Waltzes
3. 挽歌 Elegy
4. 間奏曲 Interlude
5. 葬送歌 Dirge
6. 子守唄 Lullaby
7. セレナーデ Serenade
8. 斧 Axe
9. 教会への招待状 Invitation to Church Social
10. 教会の集い Church Social
11. 讃美歌のヴァリアシオン Hymnal Variations
12. 舞踏会 Cotillion
13. 舞踏会のコーダ Cotillion Coda
14. 死の舞踏 Death Dance
15. モブシーン Mob Scene
16. エピローグ Epilogue